# 佐怒賀修一郎
佐怒賀 修一郎（さぬか しゅういちろう、1880年〈明治13年〉10月14日 - 没年不明）は、日本の養蚕家、政治家。茨城県猿島郡森戸村長（10代、11代、15代）。

## 経歴
茨城県猿島郡森戸村伏木（現・境町）出身。佐怒賀家は名主をつとめた家柄で、苗字帯刀を許されていた。明治大学に学んだ。1913年、森戸村収入役。1915年、村長に就任し、8年間村治に精励して退職、その間幾多の公職に就いた。
水利組合管理者、境烟草耕作組合連合会長、農会長、消防組頭をつとめた。1920年の第1回国勢調査に際しては委員主任に選ばれた。1933年、推されて再び村長の栄職に就き、1937年、退職した。

## 人物
一貫して至誠、村発展に尽瘁し、屈指の徳望家である。